# Гетто в Бережанах
Гетто в Бережа́нах (1942—1943) — еврейское гетто, место принудительного переселения евреев города Бережаны — Окружного центра Тарнополь и близлежащих населённых пунктов в процессе преследования и уничтожения евреев во время оккупации территории Украины войсками нацистской Германии в период Второй мировой войны.

## Создание гетто
7 июля 1941 года немецкие регулярные части вошли в Бережаны. Но уже 5 июля, в городе начались убийства еврейского населения. На момент оккупации в городе проживало около 4000 евреев.
Через несколько дней после начала оккупации, новая немецкая власть обвинила бережанских евреев в том, что перед отступлением советских войск они, якобы убили заключённых в местной тюрьме. Украинцы схватили 12 евреев и зарубили их топорами на христианском кладбище.
В начале августа 1941 года оккупационными властями был создан Юденрат во главе с председателем общины Шимоном Клерером.
По данным историка Александра Круглова: 7 июля 1941 года было зафиксировано 300 случаев убийства людей из еврейской общины города, в основном ремесленников и торговцев.
Первое массовое уничтожение евреев в Бережанах зафиксировано 1 октября 1941 года, тогда было расстреляно 600 человек. По данным из Российской Еврейской Энциклопедии, в тот день было убито от 500 до 700 человек.
18 декабря были расстреляны 100 немецких и чешских евреев, которые осенью 1939 года были депортированы в район Люблина, а в 1940 году — в Восточную Галицию.
По данным «Научного центра иудаики и еврейского искусства им. Фаины Петряковой» (г. Львов), в тот же день (18 декабря 1941 года) около 1200 евреев были вывезены в лес и уничтожены.
Начало 1942 года. Создание гетто. По состоянию на май 1942 года, в нём числилось 2,254 человека. Позже, число проживающих там людей увеличивалось за счёт принудительного переселения жителей из окрестных деревень, хуторов и посёлков.
17 февраля 1942 года. Под различными предлогами было расстреляно несколько десятков человек.
30 июня 1942 года. Были расстреляны несколько сот человек. В общей сложности в июне 1942 года, на Украине было убито 52 000 евреев. В среднем ежедневно на Украине погибало свыше 1780 евреев или 74 человека каждый час.
21 сентября 1942 года. 1000 человек вывезено из гетто в концентрационный лагерь смерти Белжец.
4 декабря 1942 года. В Белжец из Бережан было вывезено 1200 человек
2 апреля 1943 года. Расстреляно около 300 человек из гетто

## Условия в гетто и его ликвидация
В гетто свирепствовали голод и болезни. За малейшую провинность и неподчинение людей ждал расстрел. Евреям было запрещено самостоятельно покидать гетто, молиться, совершать религиозные обряды. Постоянно проводились так называемые «тиф-рейды», в ходе которых все больные и немощные люди, не способные работать немедленно уничтожались. Действовал комендантский час.
12 июня 1943 года. Ликвидация Бережанского еврейского гетто. Айнзацгруппой полиции безопасности и СД при содействии немецкой жандармерии и украинской полиции были расстреляны последние 1500 узников гетто.

## Организаторы и исполнители
Из нацистских военных преступников, ответственных за погромы и убийства в Бережанах, предстали перед судом:
1. Ханс-Адольф Асбах — умер в ходе процесса, в 1976 году. Ранее занимал пост министра труда и социальной защиты в правительстве земли Шлезвиг-Гольштейн.
2. Герман Мюллер — в 1966 году и приговорен к пожизненному заключению, умер в 1988 году.
3. Вилли Херманн — в 1966 году и приговорен к 10 годам лишения свободы, умер в 1968 году.

По разным оценкам, количество жертв среди мирного еврейского населения города Бережаны составляет от 5,5-6,5 до 16,6 тысяч человек.
Профессор Шимон Редлих, переживший подростком немецкую оккупацию в Бережанах, отмечал: «…в начале немецкой оккупации (июнь 1941 года) в Бережанах жило около 10 тысяч евреев, в том числе беженцев. Сохранилось несколько десятков человек, в том числе несколько детей. Помощь евреям оказывали в основном поляки, в меньшей степени — украинцы из смешанных польско-украинских семей…».